# Yoni Golijov
Yoni Golijov ist ein Filmproduzent.

## Karriere
Golijov begann seine Filmkarriere 2016 mit dem Film Risk. Hierfür wurde er auch für einen Cinema Eye Honor Award nominiert. Hauptsächlich ist er als Produzent und teilweise als Filmeditor tätig. So produzierte er 2021 Terror Contagion und 2022 Relative. Sein erfolgreichster Film war die Dokumentation All the Beauty and the Bloodshed von 2022 über die amerikanische Fotografin Nan Goldin, die vielfach nominiert und ausgezeichnet wurde. So wurde er zusammen mit Regisseurin Laura Poitras und den Produzenten Howard Gertler, John Lyons und Nan Goldin für einen Oscar in der Kategorie Bester Dokumentarfilm nominiert.
Golijov arbeitet bei New Day Films und ist Mitglied bei Impact Partners Producers und bei der Documentary Producers Alliance.

## Filmografie (Auswahl)
- 2016: Risk
- 2016: Project X (Kurzfilm)
- 2021: The Year of the Everlasting Storm
- 2021: Terror Contagion
- 2022: Relative
- 2022: All the Beauty and the Bloodshed
- 2022: When We Fight (Kurzfilm)

## Auszeichnungen (Auswahl)
- 2018: Cinema-Eye-Honor-Award-Nominierung in der Kategorie Herausragende Produktionsleistung für Risk
- 2023: NDFS Award in der Kategorie Bester Dokumentarfilm für All the Beauty and the Bloodshed
- 2023: Gold Derby Award in der Kategorie Bester Dokumentarfilm für All the Beauty and the Bloodshed
- 2023: INOCA in der Kategorie Bester Dokumentarfilm für All the Beauty and the Bloodshed
- 2023: Cinema-Eye-Honor-Award-Nominierung in der Kategorie Herausragende Leistung bei einem Dokumentarfilm für All the Beauty and the Bloodshed
- 2023: Independent Spirit Award in der Kategorie Bester Dokumentarfilm für All the Beauty and the Bloodshed
- 2023: Gotham-Award-Nominierung in der Kategorie Bester Dokumentarfilm für All the Beauty and the Bloodshed
- 2023: BAFTA-Nominierung in der Kategorie Bester Dokumentarfilm für All the Beauty and the Bloodshed
- 2023: Oscar-Nominierung in der Kategorie Bester Dokumentarfilm für All the Beauty and the Bloodshed